# Chelonopsis forrestii
Chelonopsis forrestii là một loài thực vật có hoa trong họ Hoa môi. Loài này được Anthony mô tả khoa học đầu tiên năm 1927.